# Ovario (botánica)

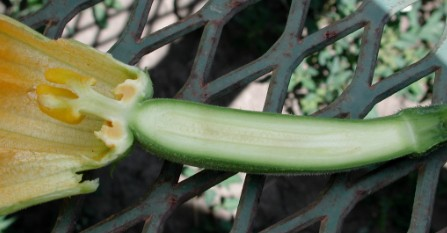
Ovario ínfero en flor de calabaza

En botánica, en la descripción de la flor de angiosperma, el gineceo normalmente se diferencia en ovario, estilo y estigma, siendo el ovario el sector que contiene la cavidad seminal, esto es, la cavidad con los óvulos a fecundar. 
El gineceo está formado de una o más hojas modificadas que reciben el nombre de carpelos, los cuales representan los macrosporófilos, que se unen por sus márgenes encerrando los óvulos dentro de la cavidad formada. Dentro hay una o más cavidades, llamadas, "lóculos" (en conjunto la cavidad seminal) que contienen a los óvulos en espera de ser fecundados después de lo cual se desarrollarían en semilla; el ovario y a veces otras estructuras accesorias, luego de la fecundación se desarrolla en un fruto. La región de la pared interna del ovario donde se inserta cada óvulo se llama placenta.
Dentro de los óvulos (que representan a los macrosporangios) se desarrollará la macrospora (n) de la cual por mitosis sucesivas se formará el gametófito femenino (saco embrionario). 
Por encima del ovario se posicionan los estilos y los estigmas.

Esquema de las posibles posiciones del ovario I ovario súpero, II ovario semiínfero o medio, III ovario ínfero. a: androceo, g: gineceo, p: pétalos, s: sépalos, r: receptáculo

Una de las terminologías de descripción del ovario se refiere al punto de inserción sobre el 
receptáculo (donde las otras partes florales (periantio y androceo) se unen y se fijan a la superficie del ovario. Si el ovario se sitúa arriba del punto de inserción, será súpero; si es por debajo, ínfero.
- ovario súpero: el ovario se encuentra sobre el receptáculo y sobre el punto de inserción de las otras partes florales. Es un receptáculo cónico o convexo, donde el ovario será la parte alta de la flor. Los sépalos, pétalos y los estambres se insertarán a la base del ovario. En este caso la flor se define hipogina. Los frutos derivados de un ovario súpero pueden ser por ej. Hypericum calycinum, drupas
- ovario ínfero: se halla debajo de los otros verticilos sobre un receptáculo bien cóncavo, donde sépalos, pétalos, estambres están insertos arriba del ovario. Una flor con ovario ínfero se llama epigina. Los ovarios ínferos originan falsos frutos (ej. pomo, cinorrodio, Fuchsia) donde el receptáculo es otra parte floral participando en la constitución del fruto.

- ovario semiínfero o medio: se localiza en posición media más o menos circundando al receptáculo.

El receptáculo será plano y, sépalos, pétalos, estambres están insertos en la base del hipanto. Son flores periginas. En algunas clasificaciones esta tipología no se reconoce habiendo muchas posiciones intermedias entre súpero e ínfero. 
La posición del ovario es determinante en el desarrollo sucesivo del fruto: si el ovario se une con la pared interna del receptáculo, se define "ínfero"; si no se dice "súpero". En el primer caso se desarrollará un falso fruto derivado del crecimiento del ovario y del receptáculo; en el segundo se desarrolla un fruto propiamente dicho, en su formación no participa el receptáculo.